# آزوبیس‌ایزوبوتیرونیتریل
آزوبیس‌ایزوبوتیرونیتریل (به انگلیسی: Azobisisobutyronitrile) (به صورت مختصر AIBN) یک ترکیب آلی با فرمول شیمیایی [(CH3)2C(CN)]2N2 است. این پودر سفید رنگ در الکل‌ها و حلال‌های آلی متداول محلول است اما در آب نامحلول است.